# Neonacizam
Neonacizam (starogrčki: νέος, néos, „novo, mlado” i Nacizam) naziv je za niz militantnih, socijalnih i političkih pokreta koji načelno svi teže obnavljanju nacionalsocijalističke ideologije te stvaranju Četvrtog Reicha. Prvi pokreti nastali su nakon Drugog svjetskog rata i zabrane NSDAP-a.
Iako pravi ideali neonacizma variraju, glavne su mu značajke odanost Adolfu Hitleru, korištenje nacističkih simbola (svastika, triskelion, crno sunce itd.) te korištenje crno-bijelo-crvene sheme boja. Uz gore navedena obilježja, ova ideologija obuhvaća i antisemitizam, ksenofobiju, rasizam, nacionalizam, etatizam, militarizam i homofobiju. U nekim zemljama postoje zakoni koji zabranjuju ne samo organizacije i njihovu djelatnost, nego i sam antisemitizam, pa čak i nacistička i rasistička mišljenja koja podvrgavaju progonu i strogim sankcijama. Unatoč tim zabranama, neke skupine se otvoreno deklariraju kao nacisti ili neonacisti, dok neki poštuju zakon ili pokušavaju izbjeći negativne posljedice time što prešućuju svoju pripadnost neonacistima. 
Neonacisti negiraju postojanje Holokausta u kojem su masovno stradali Židovi i druge skupine ljudi, uključujući neke Slavene, homoseksualce, psihički ili fizički hendikepirane osobe, Jehovine svjedoke, komuniste, Rome te političke neistomišljenike.
Neonacisti djeluju u mnogim državama, uključujući Njemačku, Austriju, Belgiju, Sloveniju, Grčku, Srbiju, Rusiju, Hrvatsku, SAD, Veliku Britaniju itd.

## Vanjske poveznice

### Izvješća i kritike
- Mainstreaming Neo-Nazism  Arhivirana inačica izvorne stranice od 11. listopada 2007. (Wayback Machine)
- Antisemitism And Racism in the Baltic Republics  Arhivirana inačica izvorne stranice od 20. rujna 2007. (Wayback Machine)
- Extremist Movements in Estonia  Arhivirana inačica izvorne stranice od 11. ožujka 2007. (Wayback Machine)
- Krusty The Cobb Surfaces in Europe  Arhivirana inačica izvorne stranice od 8. ožujka 2016. (Wayback Machine)
- The history of modern fascism  Arhivirana inačica izvorne stranice od 17. travnja 2001. (Wayback Machine)